# Église Notre-Dame d'Yzeures-sur-Creuse
Pour les articles homonymes, voir Église Notre-Dame et Notre-Dame.
L'église Notre-Dame est une église paroissiale de confession catholique, dédiée à la Vierge Marie, située dans la commune française d'Yzeures-sur-Creuse et le département d'Indre-et-Loire.

## Situation
L'église Notre-Dame est implantée dans le centre-bourg d'Yzeures-sur-Creuse, sur la place du 11-Novembre, mais elle donne également sur la place François-Mitterrand et la rue Notre-Dame.

## Historique
Sa construction a été effectuée à l'initiative de l'abbé Dechézelle. Les premiers plans datent de 1893 et en 1894. Le conseil municipal et le conseil de fabrique ont donné leur accord et donc condamné l'ancienne église médiévale, datant du XIIe siècle, à la démolition. Les travaux ont commencé à l'automne 1895.
Le chantier fut à plusieurs reprises perturbé ou arrêté, à la suite de la découverte de vestiges gallo-romains, de l'effondrement partiel du clocher lors d'une tempête et à cause de vices de construction et de malfaçons. La commune engagea un procès contre l'architecte et l'entrepreneur.
Le 15 octobre 1895, en creusant les fondations sud de la nouvelle église, les ouvriers mirent au jour plusieurs blocs de calcaires sculptés, vestiges d'édifices gallo-romains dont un pilier monumental. Le 27 novembre 1895, la Société Archéologique de Touraine fut informée de la découverte, et le 29 novembre 1895, le père Camille de La Croix se rendit sur place. Il obtint l'autorisation de procéder à des fouilles de sauvetage entre le 10 et le 22 février 1896. Le chantier reprit ensuite mais le 3 mars 1897, une tempête endommagea le clocher en construction.
La consécration de l'église et la bénédiction des cloches eurent lieu le 5 août 1903.

## Description
Seuls le mur nord de la nef, le croisillon sud et son absidiole en cul de four subsistent de l'église du XIIe siècle.
On note la présence, à l'intérieur de l'église, d'un bas-relief représentant la Cène, et datant du XVe siècle.

## Galerie

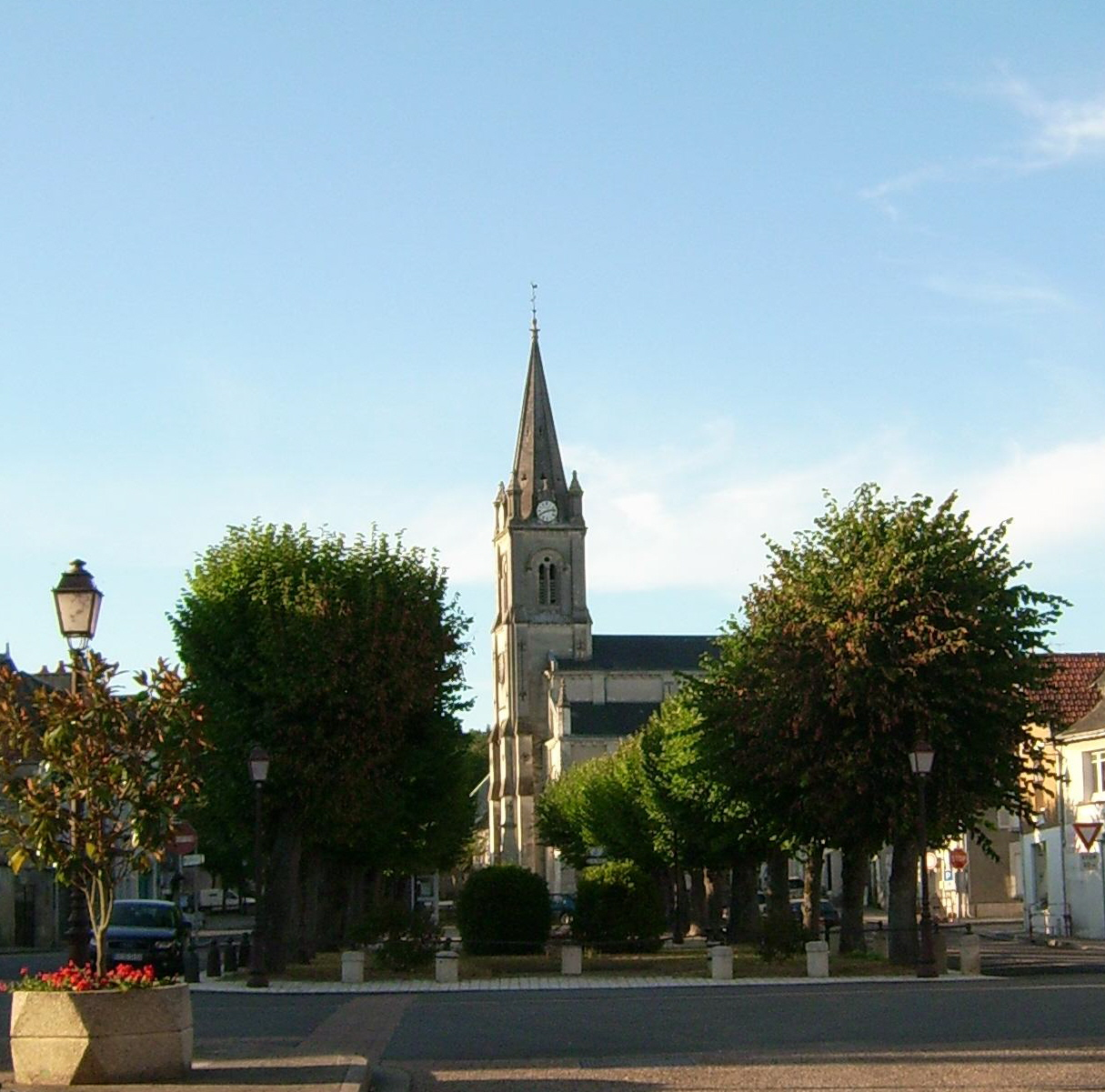
La Place Mado Robin et l'église
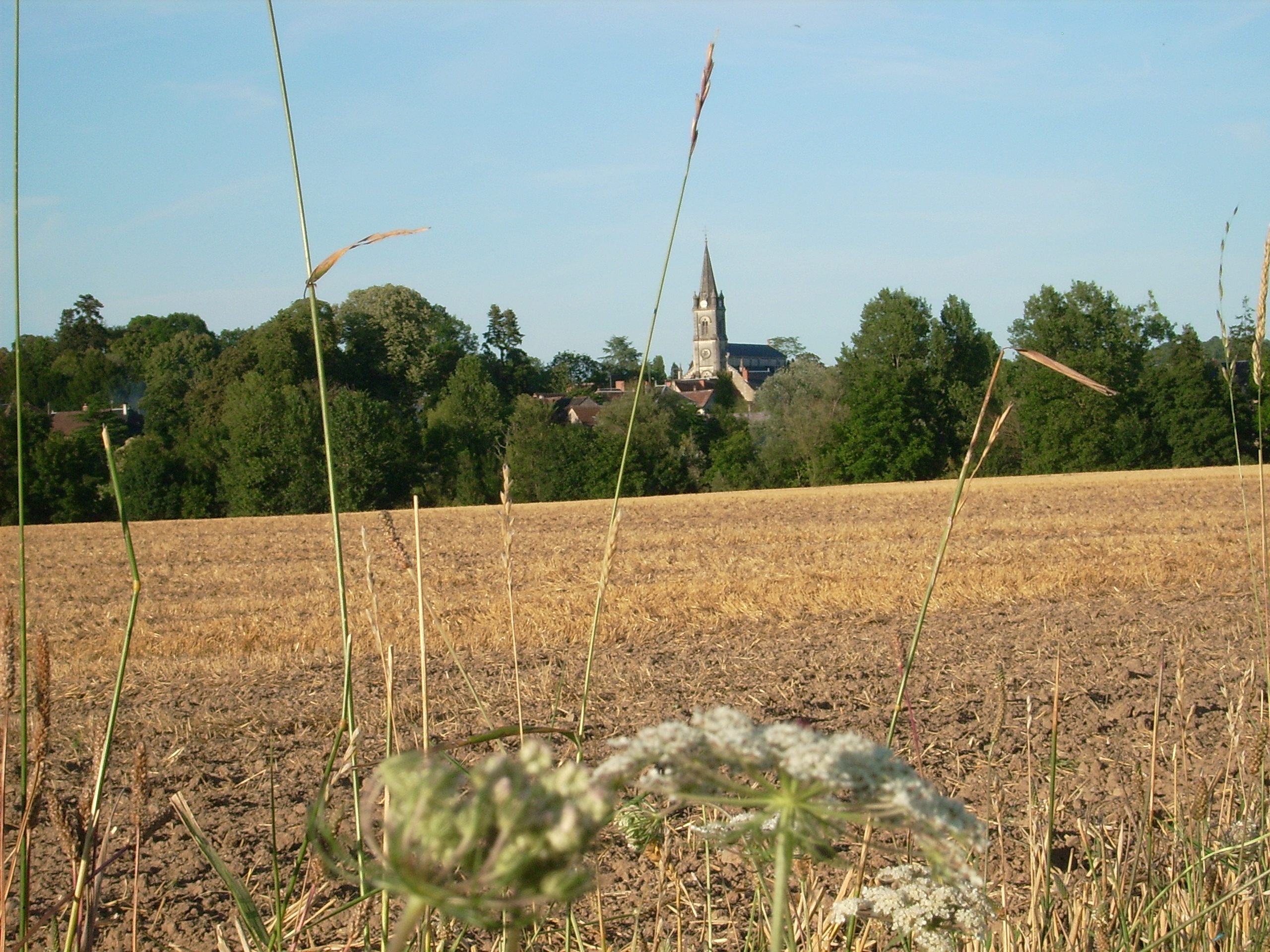
L'église d'Yzeures sur Creuse vue du stade

## Pour approfondir